# 澀澤小哉芳
澀澤小哉芳（SHIBUSAWA Sayaka，1984年4月5日—），日本女子跳水運動員。兵庫縣出生，畢業於野田中学校、保谷高校及日本大学，現隸屬於Central Sports NEX21。

## 簡歷
2010年11月，澀澤小哉芳代表日本參加廣州亞運會，出戰女子1米跳板、女子3米跳板及雙人3米跳板三個項目；與中川真依合作贏得雙人3米跳板銅牌。
2014年9月，澀澤小哉芳代表日本參加在韓國仁川舉行的亞洲運動會跳水比賽。